# لیائوچنگ
لیائوچنگ (به لاتین: Liaocheng) یک شهر مرکزی در جمهوری خلق چین است که در شاندونگ واقع شده‌است. لیائوچنگ ۸٬۷۱۵ کیلومترمربع مساحت و ۵٬۷۸۹٬۸۶۳ نفر جمعیت دارد.

## خواهرخوانده
شهر نابرژنیه چلنی خواهرخواندهٔ لیائوچنگ هست.